# 烟台轨道交通
烟台轨道交通是中華人民共和國山东省烟台市境内的城市轨道交通，连接市内各区及海阳市，以及青岛市。2014年4月，国家发改委将青岛至海阳城际铁路项目列为近期（2020年）实施项目，15年，海阳至青岛城际铁路确定在莱西接入潍莱高铁，力争与潍莱高铁同时开工建设，青岛至海阳轨道交通项目线路也已确定。2018年海阳市长林钰涛说青岛即墨至海阳市域铁路项目，作为山东省市域铁路试点项目，已经国家发改委审批，正在争取将其列为国家首条具有自主产权的高速磁浮铁路线，该线海阳境内28公里。

## 历史
- 2014年，青岛至海阳城际铁路建设规划获批。
- 2016年，烟台主城区的轨道交通勘测设计中标公示公布。[1]
- 2018年，海阳推介会城市推介会召开，海阳市长林钰涛争取青岛至海阳市域铁路列为国家首条具有自主产权的市域铁路。
- 2019年，烟台市轨道交通集团有限公司成立，该公司负责烟台城市轨道交通的建设运营
- 2020年，海阳至青岛市域铁路列入海阳重点项目，与此同时，烟台主城区轨道交通持续进行勘察,勘察设计招标控制价总额1899.6万元。[2]同年，蓬莱设区，烟台市轨道交通建设规划社会稳定风险评估征询意见公告发布，烟台市文旅局公布烟台轨道交通logo。[3]同年，烟台网络问政说明烟台轨道交通1号线未完成是因为52号文需要调整。[4]同年，烟台相关部门正抓紧完成区划调整后的相关后续工作，完善相关报批资料，同时积极与国家发改委、住建部、省发改委等上级部门沟通尽快报审事宜。[5][3]
- 2023年，中国工商银行山东省分行副行长张晓瑞一行访问该公司，目的为探讨龙烟铁路市域化改造等重点项目，该改造项目已签约，2024年9月，该市域化改造招标公告发布，公告内容为计划9月30日正式改造，[6][7][8][9]截至同年，该市域化改造项目已开工。[10]

## 规划线路

### 青岛至海阳城际铁路
2019年，青岛至海阳城际铁路建设规划获批

### 1号线
2016年，该线勘察设计中标公告公布。2020年，市城管局召开轨道交通1号线一期工程前期工作部署会。

### 3号线
烟台轨道交通1号、3号两条线路总投资约540亿元，平均每公里造价约6个亿，途经衡山路、福海路、英特尔大道、港城大街和科技大道，3号线在迎春大街和港城东大街交叉口和1号线换乘。

### 海青轻轨
2014年4月，国家发改委将青岛至海阳城际铁路项目列为近期（2020年）实施项目，目前，海阳至青岛城际铁路确定在莱西接入潍莱高铁，力争与潍莱高铁同时开工建设。青岛至海阳轨道交通项目（海青轻轨）线路也已确定，并将与青岛地铁11号线共用轨道及贯通运营，统一规划设计、运营管理。2018年，海阳市长力争该线建为磁悬浮。2020年，海阳将青岛至海阳市域铁路（海青轻轨）项目列为重点项目，并加快立项，科研，设计等前期工作。

### 龙烟铁路市域化改造
2023年，中国工商银行山东省分行副行长张晓瑞一行访问烟台市轨道交通有限公司，商谈了龙烟铁路市域化改造项目。该项目已进入实质阶段，该项目承担城区轨道交通功能。同年，该项目正式签约。该项目计划2024年9月底开工，计划2027年9月底竣工。
龙烟铁路市域化改造总长57.057km，主要包含四部分，改造利用龙烟铁路51.346km，蓝烟铁路5.711km；新建烟台机场线6.192km，蓬莱东港区支线11.402公里，共计74.651km。